# Зимняя Спартакиада народов СССР 1962
I зимняя Спартакиада народов СССР  проходила в Свердловске и Бакуриани (Грузинская ССР) 4 — 12 марта 1962 года.
В общей сложности участниками Спартакиады стали 10 миллионов советских спортсменов.
В финальной части соревнований в Свердловске участвовало около 1000 спортсменов из 10 союзных республик, 400 спортсменов получили звания мастера спорта СССР. Чемпион Спартакиады одновременно получал звание Чемпиона СССР.
Церемонии открытия и закрытия состоялись на Центральном стадионе в Свердловске. Победу в командном зачете одержала команда Москвы.

## Конькобежный спорт
На Центральном стадионе соревновались конькобежцы, победы одержали Е. Гришин (Москва, «Вооруженные силы», дважды на дистанциях 500 и 1500 м, с результатами 41,4 сек. и 2 мин. 14 сек. соотв.), В.Косичкин (Москва, «Динамо», 5000 м, 7 мин. 59,4 сек.), Казимир Русак (РСФСР, «Труд», 10000 м, 18.06,9), И.Воронина (Москва, «Динамо», трижды на 500, 1000 и 1500 м, 46,6 сек., 1 мин. 37,3 сек. и 2.30,2 соотв.), Л. Скобликова и Лия Ляпунова (обе — РСФСР, «Трудовые резервы», поделили 1-е место на дистанции 3000 м, с результатом 5 мин. 34,8 сек.).

## Лыжный спорт — двоеборье

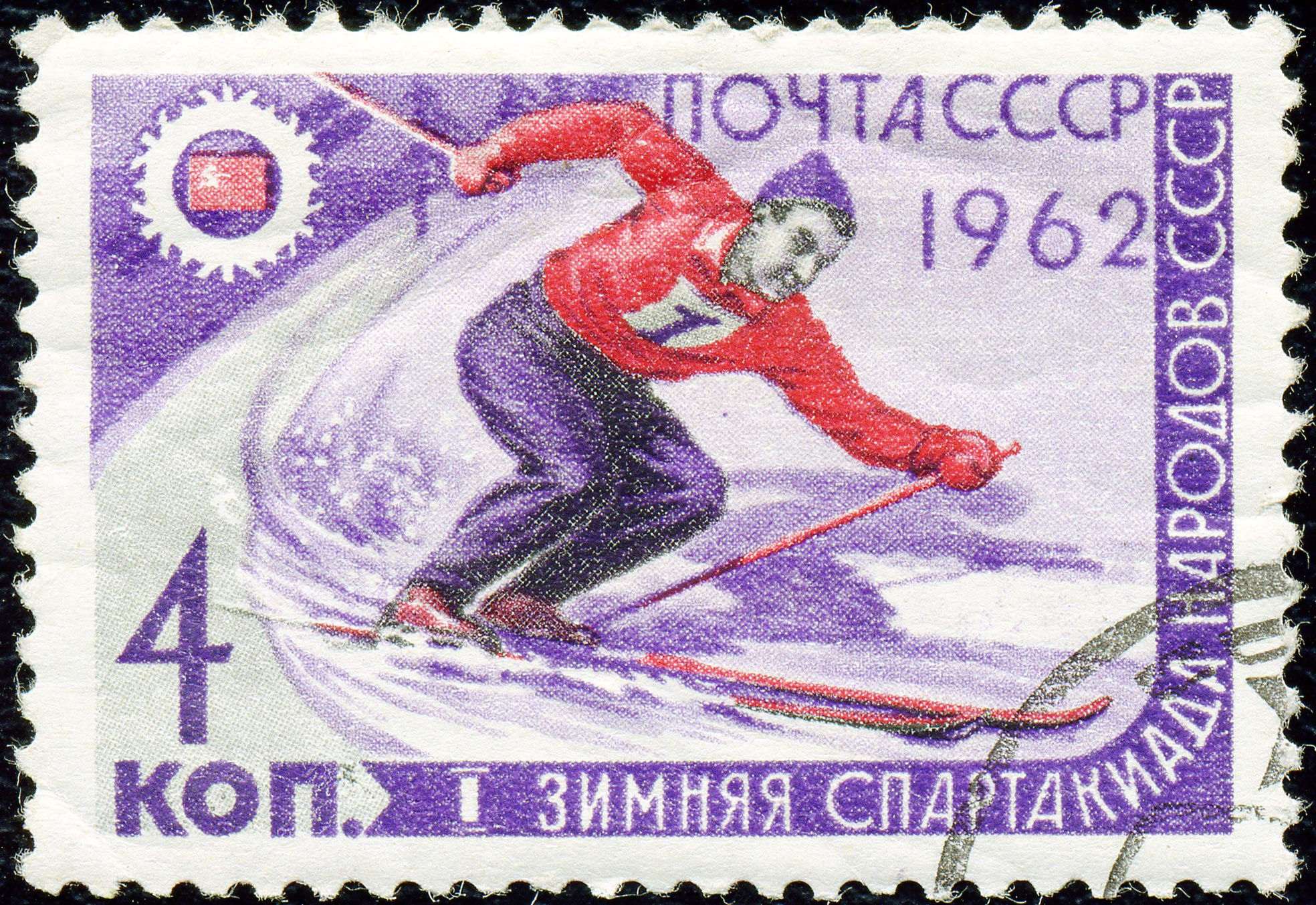
Почтовая марка. Спартакиада народов СССР. Слаломист

На Уктусских горах победили лыжницы Алевтина Колчина (на дистанции 10 км, время 35 мин. 32 сек.) и М. Гусакова. На дистанции 30 км у мужчин с общего старта выиграл Иван Утробин (Москва), опередивший всего на 4 секунды Евгения Рудковского (Москва). На дистанции 15 км победил Геннадий Ваганов (Москва) — 48 минут 57 секунд. Первым у двоеборцев на дистанции 15 км был Михаил Пряхин (Москва) — 56.05, а по сумме двоеборья — Дмитрий Кочкин (РСФСР) — 450,6. В женской эстафете 4 по 5 км выиграла команда Ленинграда (Н.Зайцева ,Е.Мекшило, А.Каалесте, М.Гусакова) — 1:29.02.

## Горнолыжный спорт

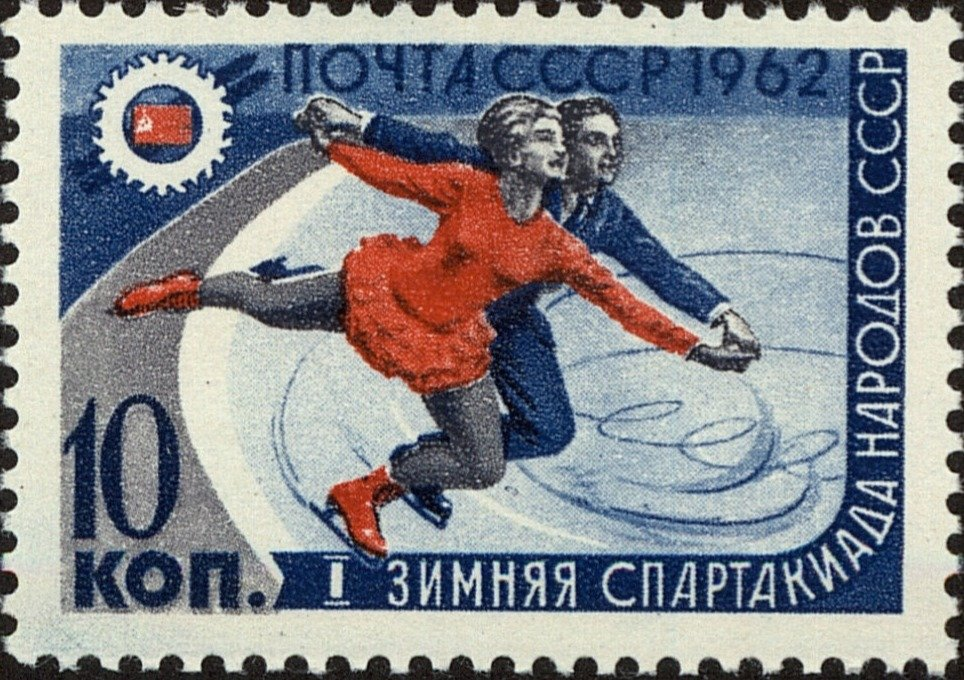
Почтовая марка. Спартакиада народов СССР. Фигурное катание

В Бакуриани, на трассах Кохты, в скоростном спуске выиграла чемпионка СССР Корзухина. В слаломе неожиданно выиграл Ибрагим Джангабеков (Бакуриани), при этом упали неоднократный чемпион СССР Александр Филатов, а также Борис Карташов. В скоростном спуске у мужчин 1 место занял В. Тальянов (Москва) , 3-е Геннадий Чертищев (РСФСР, Свердловск), а Владимир Румянцев (Кировск) и В.Погребная (Украинская ССР) стал первыми в гигантском слаломе. В специальном слаломе выгирала Любовь Волкова (Москва) — 2.18,8.

## Фигурное катание
На Малой арене Центрального стадиона в Свердловске, в фигурном катании чемпионами стали В. Мешков (Москва), Т. Братусь (Ленинград), Л. Белоусова и О. Протопопов (Ленинград).

## Хоккей

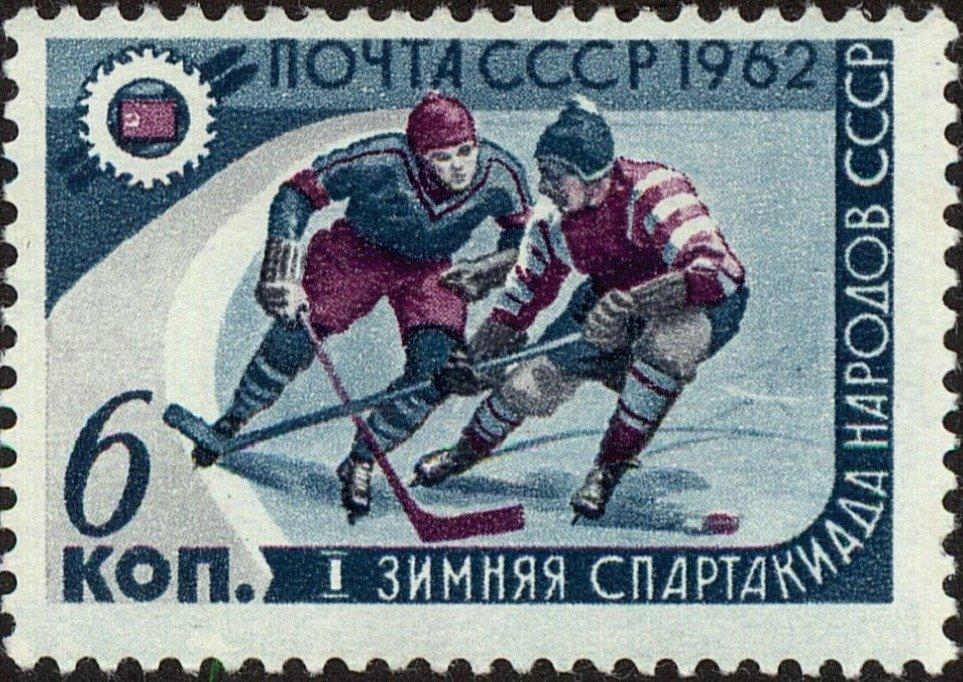
Почтовая марка. Спартакиада народов СССР. Хоккей

2-11 марта на стадионах «Центральный», «Динамо», «Уралмаш» Свердловска состоялся хоккейный турнир Спартакиады. Вначале команды разделились на три подгруппы. 1 (Литовская ССР, Грузинская ССР, Ленинград, Казахская ССР), 2 (Москва, Латвийская ССР, Эстонская ССР, Белорусская ССР), 3 (Киргизская ССР, РСФСР. Украинская ССР, Армянская ССР). Игры в подгруппах прошли в один круг 2-4 марта, в матче РСФСР — Армянская ССР был зафиксирован счёт 46:0. По два сильнейших представителя от каждой подгруппы оспаривали в финале 1-6-е места, а остальные участники подгрупп разыграли в финале 7-11-е места. В финале некоторые матчи завершились с такими результатами Москва — Украина — 8:0, Ленинград — Украина 8:5, Москва — Белоруссия — 15:1, РСФСР — Казахстан — 10:1. В итоге первой стала команда Москвы, второй — РСФСР, третьей — Ленинграда.
Составы призёров

. Москва

Вратари: Александр Пашков («Локомотив»), Александр Прохоров (ЦСКА).

Защитники: Павел Жибуртович («Динамо»), Василий Круглов (ЦСКА), Альфред Кучевский («Крылья Советов»), Сергей Семёнов («Локомотив»), Вячеслав Тазов (ЦСКА).

Нападающие: Василий Адарчев («Локомотив»), Алексей Гурышев («Красный Октябрь»), Владимир Елизаров (ЦСКА), Юрий Кравченко («Локомотив»), Евгений Мишаков («Локомотив»), Борис Поспелов (ЦСКА), Владимир Прокофьев («Спартак»), Владимир Расько (ЦСКА), Виктор Суряднов (ЦСКА), Виктор Ярославцев («Спартак»).

Тренеры: Евгений Бабич, Анатолий Сеглин.
. РСФСР

Вратари: Леонид Немченко («Дизелист» Пенза), Владимир Тимофеев («Труд» Загорск).

Защитники: Болеслав Воробьёв («Буревестник» Челябинск), Пётр Герасимов («Дизелист»), Владимир Горшков (СК им. Урицкого Казань), Анатолий Гридин («Дизелист»), Анатолий Краснов («Прогресс» Глазов), Анатолий Савернюк («Химик» Новосибирск).

Нападающие: Анатолий Балашов («Дизелист»), Генрих Зырянов («Химик»), Юрий Канов («Химик»), Борис Ларкович («Химик»), Василий Макаров («Химик»), Николай Миронов («Химик»), Юрий Никонов («Буревестник»), Василий Тарасенко («Химик»), Владимир Ткачёв (СК им. Урицкого).

Тренеры: Юрий Дмитриевский, Георгий Фирсов.
. Ленинград

Вратари: Валериан Пецюкевич, Борис Чихирев.

Защитники: Евгений Богданов («Кировец»), Эдуард Веселов, Николай Крачевский, Игорь Прилуцкий.

Нападающие: Беляй Бекяшев, А. Богачёв, Валентин Быстров, Анатолий Горевалов, Виктор Елесин, Олег Колокольников, Дмитрий Копчёнов (СКА), Франц Лапин, Валентин Мартынов, Юрий Пантюхов (СКА), Анатолий Соболев (СКА).

Тренер: Павел Ольховик.